# Débauche
« Debauche » redirige ici. Pour les autres significations, voir Debauche (homonymie).

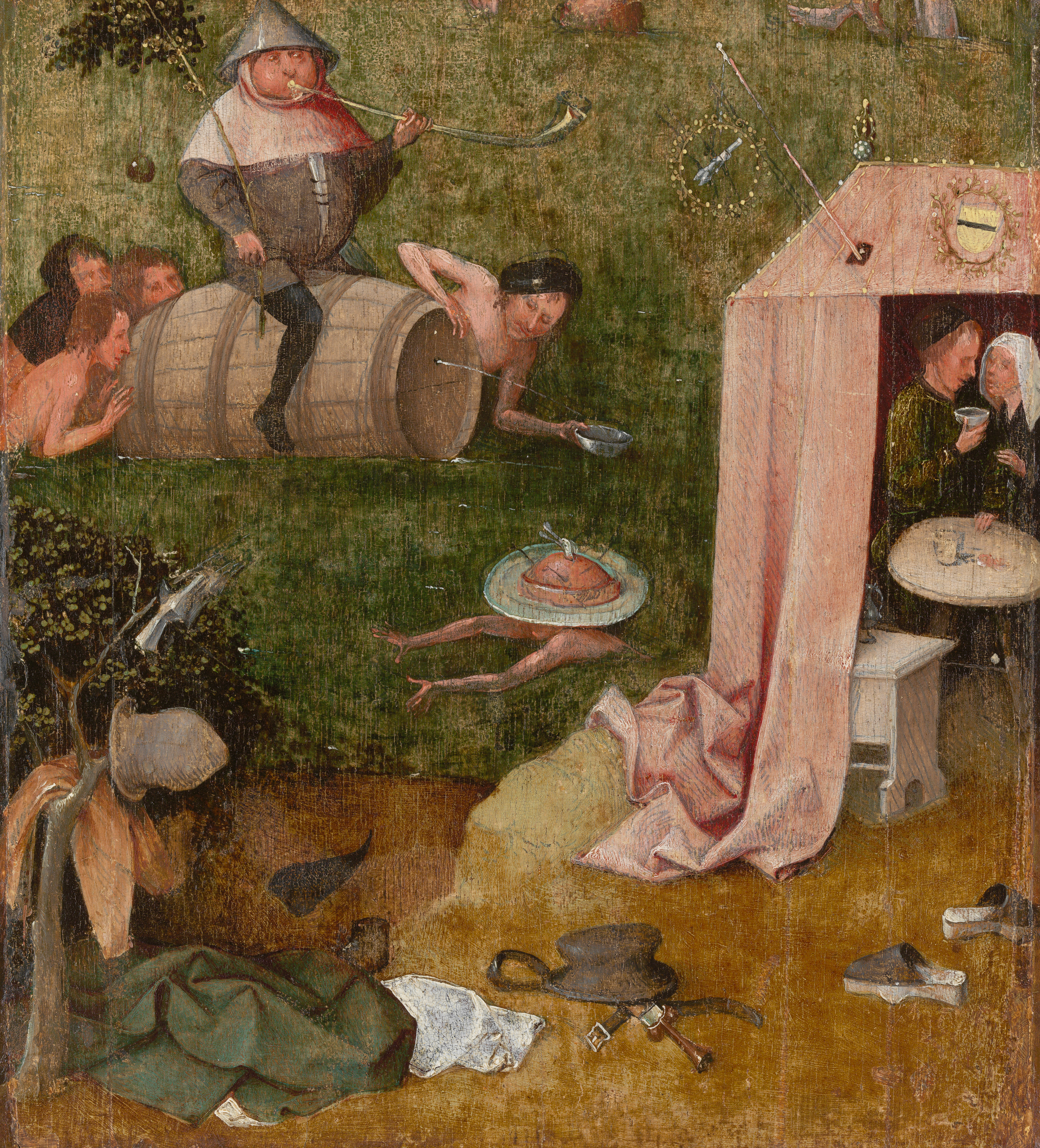
Allégorie de la débauche et du plaisir, peinture de Jérôme Bosch.

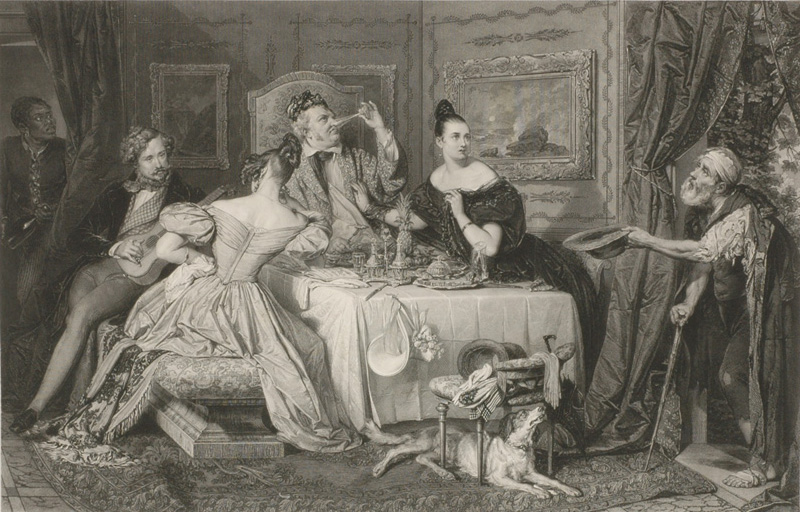
Le débauché, gravure de Franz Xaver Stöber.

La débauche est un usage jugé excessif et déréglé des plaisirs des sens ; en son acception classique, elle désigne particulièrement l'abus des plaisirs de l'amour et de la table. Autrement dit, elle rapporte notamment au fait de boire beaucoup d'alcool et de manger en trop grande quantité, ainsi qu'au fait d'avoir des rapports sexuels considérés déraisonnables. Elle rapporte donc traditionnellement, mais non exclusivement, aux orgies.
La débauche désigne aussi la consommation de drogue, faite pour atteindre un état de conscience différent de celui d'une personne à jeun.
Selon Christian-Georges Schwentzel, la notion de débauche apparaît dans l'Antiquité gréco-romaine et dans la Bible. Elle désigne tout ce qui est considéré comme socialement incorrect d'un point de vue moral.
Pour la morale chrétienne, la débauche est une expression des péchés de gourmandise et de luxure. Certains papes se sont fait connaitre pour leur débauche. L'un des cas les mieux connus de la papauté catholique est celui d'Alexandre VI, qui aurait notamment organisé une orgie le 31 octobre 1501, à laquelle il aurait demandé l'assistance de ses propres enfants.
Le pape Alexandre VI, pape de la débauche, est à l'origine de la mise au bûcher du frère Jérôme Savonarole, promoteur d'une théocratie prônant la pureté. À la mort du pape Alexandre VI consécutive de moult saignées, la famille Borgia ordonna que le décès fût gardé secret afin de récupérer le plus d'or, bijoux et tableaux possible, puis les prêtres de la basilique Saint-Pierre qui, selon les rumeurs, avaient vu le diable chercher son dû (l'âme du réprouvé), refusèrent un certain temps de procéder aux funérailles, si bien que, le temps passant, avec la chaleur estivale, la dépouille s'étant gravement décomposée il fallut menacer des pires punitions les ecclésiastiques afin de procéder à la sordide inhumation qui fut longtemps mise en exergue pour dénoncer les conséquences délétère de l'abandon de Dieu à la suite de la débauche ; le successeur du pape Alexandre VI interdit tout d'abord de faire célébrer toute messe pour le repos de son âme, en déclarant qu’« il est blasphématoire de prier pour un damné », une inhumation ayant finalement été organisée dans une église à Rome en dehors de la Cité Saint-Pierre.
L'exégèse catholique considère la débauche comme faisant partie des actes qui rendent l'homme impur, la perte de cet état de grâce lui faisant d'office perdre les grâces prévues par Dieu, sauf à recouvrer cette pureté par une confession réellement contrite, accompagnée par l'obtention d'une indulgence plénière à la suite d'exercices spirituels plus ou moins complexes.
L'exégèse chrétienne de toutes les confessions, catholique incluse, se fonde, en ce qui concerne la débauche, sur l'enseignement du Christ relaté dans Saint Marc 7, 14-23 « Ce qui sort de l’homme, c’est cela qui le rend impur. Car c’est du dedans, du cœur de l’homme, que sortent les pensées perverses : inconduite, vols, meurtres, adultères, cupidités, méchancetés, fraude, débauche, envie, diffamation, orgueil et démesure. Tout ce mal vient du dedans, et rend l’homme impur. ». 
Les chrétiens de toutes confessions se fondent également sur l'enseignement de saint Paul, notamment :
- la première lettre aux Corinthiens (6, 1-20) : « Le corps n’est pas pour la débauche, il est pour le Seigneur, et le Seigneur est pour le corps ».
- la lettre aux Galates (5, 16-26) : « On sait bien à quelles actions mène la chair : inconduite, impureté, débauche, idolâtrie, sorcellerie, haines, rivalité, jalousie, emportements, intrigues, divisions, sectarisme, envie, beuveries, orgies et autres choses du même genre ».
- la lettre aux Éphésiens (5, 1-33) : « Comme il convient aux fidèles la débauche, l’impureté sous toutes ses formes et la soif de posséder sont des choses qu’on ne doit même plus évoquer chez vous » ;
- la lettre aux Colossiens (3, 1-11) : « Faites donc mourir en vous ce qui n’appartient qu’à la terre : débauche, impureté, passion, désir mauvais, et cette soif de posséder, qui est une idolâtrie. »

Afin de combattre ce péché l'Église a prévu en son catéchisme que « Celui qui veut demeurer fidèle aux promesses de son Baptême et résister aux tentations veillera à en prendre les moyens : la connaissance de soi, la pratique d’une ascèse adaptée aux situations rencontrées, l’obéissance aux commandements divins, la mise en œuvre des vertus morales et la fidélité à la prière ». L'Église cite Saint-Augustin (conf. 10, 29) : « La chasteté nous recompose ; elle nous ramène à cette unité que nous avions perdue en nous éparpillant » ; la débauche est ainsi combattue par le compendium comme suit : « La pureté exige la pudeur ; elle protège l’intimité de la personne, exprime la délicatesse de la chasteté, règle les regards et les gestes pour qu’ils soient conformes à la dignité des personnes et de leur union. Elle libère de l’érotisme ambiant et tient à l’écart de tout ce qui favorise la curiosité malsaine. Elle requiert encore une purification du climat social, par un combat soutenu contre la permissivité des mœurs, qui repose sur une conception erronée de la liberté humaine. ».
En termes médicaux, la débauche peut rapporter à l'hyperphagie, l'hypersexualité, l'alcoolodépendance et la toxicomanie.
En historiographie classique, la débauche évoque notamment les bacchanales de l'Antiquité. En Grèce antique, les symposions (la fin des banquets) pouvaient se traduire par des beuveries, parfois considérées comme étant de la débauche. Le Banquet, écrit par l'historien grec Xénophon, offre un portrait des symposions.
En droit, la débauche peut être rapprochée de la notion de corruption des mœurs. Les Mémoires de Fanny Hill, femme de plaisir de l’écrivain anglais John Cleland, l'un des premiers romans érotiques de la littérature anglaise, est un exemple connu de condamnation pour incitation à la débauche.

## Domaine du travail
La débauche est aussi le terme utilisé dans l'Ouest de la France et le Grand Sud-Ouest français pour marquer la fin de la journée de travail. Dans ces régions, la journée de travail commence par l'embauche et s'achève par la débauche.